# Araneus hirsutulus
Araneus hirsutulus là một loài nhện trong họ Araneidae.
Loài này thuộc chi Araneus. Araneus hirsutulus được miêu tả năm 1869 bởi Stoliczka.